# Dennis Murillo
Dennis Murillo Skrzypiec, oder einfach Dennis Murillo (* 28. April 1992 in Curitiba), ist ein brasilianischer Fußballspieler.

## Karriere
Das Fußballspielen erlernte Dennis Murillo bei Athletico Paranaense, einem Verein, der in seiner Geburtsstadt Curitiba beheimatet ist. Hier unterschrieb er 2010 auch seinen ersten Vertrag. Über die brasilianischen Stationen Tupi FC, AA Ponte Preta, Paysandu SC, Rio Claro FC und Guarani FC unterschrieb er 2016 einen Vertrag in Thailand bei dem in der Thai League spielenden Verein Chiangrai United. Nach einer enttäuschenden Hinserie 2016 wurde er zur Rückrunde an den Ligakonkurrenten Super Power Samut Prakan ausgeliehen. 2017 wechselte er zum Zweitligisten PTT Rayong FC. Ende 2018 verließ er den Verein und schloss sich Nongbua Pitchaya FC, einem thailändischen Zweitligisten, an. Im Juli 2019 ging er wieder zurück nach Rayong. Hier unterzeichnete er einen Vertrag bei seinem alten Verein PTT Rayong, der 2019 in die Thai League aufstieg. Nachdem PTT seinen Rückzug aus der Thai League bekannt gab, wechselte er zum Erstligisten Nakhon Ratchasima FC nach Nakhon Ratchasima. Für Korat absolvierte er 28 Erstligaspiele und schoss dabei 21 Tore. Zur Saison 2021/22 unterschrieb er in Chonburi einen Vertrag beim ebenfalls in der ersten Liga spielenden Chonburi FC in Chonburi. Nach zwei Spielzeiten gab er im Mai 2023 seinen Abschied aus Chonburi bekannt. Im Juni 2023 verpflichtete ihn der ebenfalls in der ersten Liga spielenden Lamphun Warriors FC. Nach einer Saison, in der er 17 Ligaspiele, in denen er sechs Treffer erzielte, wurde sein Vertrag nicht verlängert. Anfang Juli 2024 nahm ihn sein ehemaliger Verein Nakhon Ratchasima FC unter Vertrag.

## Erfolge
Paysandu SC
- Campeonato Brasileiro de Futebol – Série C

2. Platz: 2014
- Staatsmeisterschaft von Pará

Sieger: 2013
- Copa Verde

2. Platz: 2014
Tupi FC
- Campeonato Brasileiro de Futebol – Série D

Meister: 2011
PTT Rayong FC
- Thailändischer Zweitligameister: 2018  ▲

## Auszeichnungen
Thai League
- Best XI: 2020/21